# Computerworld
Computerworld – dwumiesięcznik (wcześniej w pewnych okresach – dwutygodnik) menedżerów i informatyków, ukazujący się od 1990 roku, poświęcony technologiom informatycznym oraz zarządzaniu. Wydawany przez wydawnictwo IDG Poland SA (w roku 1990 przez spółkę ComPress). Jednocześnie portal wiedzy związany z informatyką. Oprócz działalności wydawniczej i konferencyjnej, redakcja Computerworld jest organizatorem konkursu Lider Informatyki oraz zestawienia największych firm informatycznych TOP 200.
Od 2022 czasopismo nie ukazuje się w formie papierowej; treści mają być prezentowane tylko on-line.

## Redaktorzy naczelni
- Zenon Rudak[2] (1990–1991)
- Janusz Kotarski (1991–1994)
- Andrzej Dyżewski (1994–1995)
- Marian Łakomy (1995–1996)
- Wojciech Raducha (1996–2007)
- Krzysztof Frydrychowicz (2007–2009)
- Andrzej Gontarz (2009–2011)
- Tomasz Bitner (2011-2020)
- Wanda Żółcińska (od 2020)[3]

## Stałe działy
- Wiadomości
- W centrum uwagi
- Technologie
- Zarządzanie
- Konteksty
- Opinie